# Antre
Antre és un nom alternatiu amb el qual hom coneix els clubs nocturns, discoteques, bars i locals similars. Els antres són llocs on els concurrents poden ballar, socialitzar o consumir begudes alcohòliques i en general tenint l'entreteniment com a objectiu. A Espanya el terme és concretament emprat amb caràcter despectiu per referir certs llocs d'oci i entreteniment de dubtosa reputació, fent referència als seus intempestius horaris d'obertura, les poques comoditats que ofereixi a la clientela, les pràctiques al marge de la llei que en ells puguin donar-se o, simplement, al seu aspecte ombrívol, llòbrec o semiocult.